# 阿比爾體育會
阿比爾體育會（英語：Erbil Sport Club）是在伊拉克庫爾德斯坦艾比爾的足球俱樂部。目前，他們在伊拉克超級足球聯賽連續第三年的冠軍。
阿比爾體育會是第一支進軍亞洲聯賽冠軍盃和阿拉伯足協球會盃的伊拉克球會。同時是第一支有境外球員的伊拉克球會。

## 外部連結
- Official Site
- Club squad on AFC official website